# São Francisco de Sales
São Francisco de Sales este un oraș în Minas Gerais (MG), Brazilia.